# Приозёрный (Вышневолоцкий район)
Приозерный — поселок в Вышневолоцком городском округе Тверской области.

## География
Находится в центральной части Тверской области у западной окраины город Вышний Волочёк.

## История
На карте Менде (состояние местности на 1848 год) на данном месте отмечается Вышневолоцкая застава шоссейного сбора. До 2019 года поселок входил в состав ныне упразднённого Солнечного сельского поселения Вышневолоцкого муниципального района.

## Население
Численность населения составляла 174 человека (русские 98 %) в 2002 году, 147 в 2010.